# Соинов, Александр Николаевич
Александр Николаевич Соинов (20 августа 1948 года — 8 апреля 2022 года) — советский и российский государственный деятель, сотрудник органов внутренних дел, генерал-лейтенант милиции. Начальник Главного управления внутренних дел Новосибирской области в 1993—2004 годах. Заслуженный сотрудник органов внутренних дел Российской Федерации.

## Биография
Родился 20 августа 1948 года. 
В 1974 году окончил факультет правоведения Саратовского юридического института. В течение пяти лет нёс службу в качестве следователя районной прокуратуры, а затем помощника прокурора в Воронежской области, впоследствии прошёл карьерный пусть от старшего следователя районного отдела до заместителя начальника Управления внутренних дел Воронежской области. В 1989 году окончил Академию МВД СССР.
В 1993 году возглавил Главное управление внутренних дел Новосибирской области. В период нахождения Соинова на посту руководителя управления для сотрудников органов внутренних дел Новосибирской области был создан ряд баз отдыха, реабилитационных центров, жилые дома и общежитие, а также детский оздоровительный лагерь имени Ф. Э. Дзержинского. В те же годы в Новосибирской области был создан милицейский авиационный отряд, состоявший из нескольких вертолётов и ставший одним из первых таких подразделений в России. По словам сослуживцев генерала, его рабочий день начинался в семь утра, а завершался глубоким вечером: «Каждые выходные руководитель главка выезжал в один из районов области для контроля оперативной обстановки и оценки работы личного состава, встречался с представителями местных органов власти, жителями. Если командировка была в отдаленный район, Александр Николаевич нередко сам садился за штурвал милицейского Ми-8». Покинул пост в 2004 году.
Скончался 8 апреля 2022 года в Новосибирске. Похоронен на Заельцовском кладбище (квартал 103).

## Награды
Александр Соинов был удостоен ряда государственных и ведомственных наград, среди них:
- медаль ордена «За заслуги перед Отечеством» II степени[1][2];
- звание «Заслуженный сотрудник органов внутренних дел Российской Федерации»[1][2];
- нагрудный знак «Почётный сотрудник МВД»[1][2];
- медали МВД России «За отличие в службе» I и II степени[1][2];
- медаль МВД СССР «За безупречную службу» III степени[1][2];
- медаль МВД России «За доблесть в службе»[1][2];
- медаль МВД России «За вклад в укрепление правопорядка»[1][2];
- медаль МВД России «За боевое содружество» (4 июля 2018 года) — «за безупречную многолетнюю работу по поддержанию правопорядка, участие в ветеранской организации, большой вклад в патриотическое и нравственное воспитание молодых сотрудников органов внутренних дел»[3].